# Bill Fraser (homme politique)
Pour les articles homonymes, voir Fraser.
Bill Fraser est un homme d'affaires et un homme politique canadien, député libéral de Miramichi—Baie-du-Vin puis de Miramichi à l'Assemblée législative du Nouveau-Brunswick de 2006 à 2018.

## Biographie
Bill Fraser est né le 13 mars 1970 à Chatham, désormais un quartier de Miramichi au Nouveau-Brunswick. Il est le fils cadet de Pina White, originaire de Nelson, et de Gerald Fraser, de Baie-du-Vin; il a trois frères et trois sœurs. Il obtient son diplôme de école secondaire James M. Hill Memorial en 1988, avec concentration en affaires. Il a repris ses études en 2002 pour obtenir un baccalauréat.
Il a commencé à travailler à l'âge de 15 ans, lorsqu'il occupait deux emplois durant ses études. Il achète son premier commerce, un dépanneur, à l'âge de 21 ans. Il lance B.Q.M. Communications en 1995. Après l'expansion de l'entreprise, il la vend à DownEast en 2002.
Bill Fraser est membre de l'Association libérale du Nouveau-Brunswick. Il est élu à la 56e législature pour représenter la circonscription de Miramichi—Baie-du-Vin à l'Assemblée législative du Nouveau-Brunswick le 18 septembre 2006, lors de la 563e élection générale. Il est l'un des vice-présidents de l'Assemblée. Il siège au Comité des prévisions budgétaires, au Comité de modification des lois, au Comité des projets de loi d'intérêt privé, au Comité des comptes publics, au Comité des corporations de la Couronne, au Comité d'administration de l'Assemblée législative et au Comité de la procédure. Il a siégé au Comité spécial de l'examen de la fiscalité et est membre du Comité spécial de l'apprentissage continu jusqu'à la dissolution de la 56e législature, en 2010.
Il est réélu à la 57e législature le 27 septembre 2010, lors de la 57e élection générale.
Il a fait partie des conseils d'administration du Northumberland Business Advisory Centre, de la Miramichi Regional Development Corporation, de la Greater Miramichi Chamber of Commerce, du Historic Water Street Business District, de Chatham Non Profit Housing et du groupe de travail de Miramichi.
Il a fait du bénévolat auprès des comités de la Ruée vers l’or blanc, des journées de la fête du Canada, des défilés de Noël et de la visite des grands voiliers. Il est aussi membre du Club Lions, du Club Rotary et du comité municipal de développement économique.
Bill Fraser habite actuellement Miramichi, au Nouveau-Brunswick.